# Gustav Blaeser

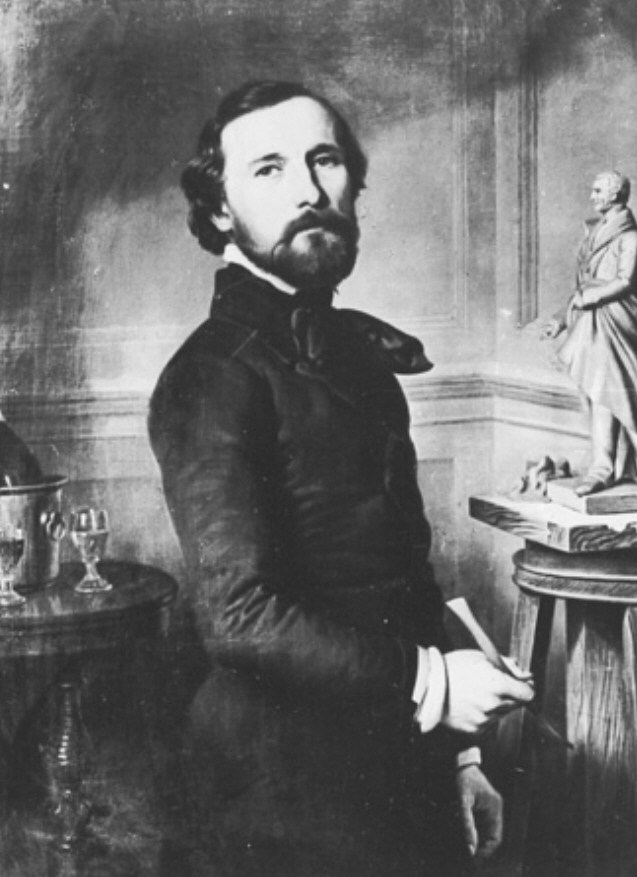
G.H. Bläser, porträtt av Friedrich Keil.

Gustav Hermann Blaeser (eller Bläser), född den 9 maj 1813 i Düsseldorf, död den 20 april 1874 i Bad Cannstatt, var en tysk bildhuggare.
Blaeser fick sin första undervisning hos bildsnidaren Stephan i Köln, kom 1834 till Berlin, där han i sju år arbetade på Rauchs ateljé, reste 1844 till Rom, men återkallades redan följande år till Berlin, där han sedan kvarstannade. Hans mest betydande monumentala arbeten är: gruppen Minerva för ynglingen ut i striden på Schlossbrücke i Berlin, Fredrik Vilhelm IV:s och Fredrik Vilhelm III:s ryttarstatyer i Köln, reliefen på Dirschaubron, borgmästaren Frankes staty i Magdeburg (utförd av Georg Ferdinand Howaldt), en kolossal byst av Lincoln i Washington och Fredrik Vilhelm IV:s marmorstatty i Sanssouci. Blaeser utförde även små livfulla statyetter.